# Operacja Mockingbird
Operacja Mockingbird (mockingbird – ang. „przedrzeźniacz”; mock – ang. „udawany, fałszowany” itp.) – operacja specjalnego oddziału CIA mająca na celu prowadzenie tzw. wojny informacyjnej. Rozpoczęto ją bezpośrednio po zakończeniu II wojny światowej. W pierwszej połowie lat 70. XX w. podano do informacji publicznej aktywność CIA związaną z tą operacją. W 1976 roku agencja CIA oficjalnie ogłosiła zakończenie działalności związanej z operacją Mockingbird. Mimo to wielu krytyków nie wyklucza, że agencja nadal jest aktywna w dziedzinie manipulacji mediami.
Działania polegały na zniekształcaniu informacji. Przedstawiano rzeczywistość z określonego punktu widzenia, całkowicie lub częściowo fałszując fakty.
Polegała ona na rekrutowaniu dziennikarzy, którzy tworzyli fałszywe informacje na zlecenie CIA i następnie przedstawiali je odbiorcom.

## Literatura
- Wilford, Hugh (2008). The Mighty Wurlitzer: How the CIA Played America. Cambridge: Harvard University Press. ISBN 978-0-674-02681-0.
- Alex Constantine (1997). Virtual Government: CIA Mind Control Operations in America. Feral House. ISBN 978-0-922915-45-3.
- Deborah Davis (1979). Katharine the Great.
- Cord Meyer (1980). Facing Reality: From World Federalism to the CIA.
- Evan Thomas (1995). The Very Best Men: The Early Years of the CIA.
- Mary Louise (2016). Operation Mockingbird: CIA Media Manipulation.